# Найдоский, Илия
Илия Найдоский (макед. Илија Најдоски; 26 марта 1964, Крушево) — югославский и македонский футболист, обладатель Кубка европейских чемпионов 1990/91.

## Карьера

### Клубная
Футбольную карьеру начал в клубе «Питу Гули» из Крушево, а продолжил в команде «Победа», за основной и молодёжный состав которой выступал с 1979 по 1983 годы включительно. В 1984 году перешёл в «Вардар» из Скопье, за который выступал до 1988 года, когда перешёл в белградскую «Црвену Звезду». В составе «Црвены Звезды» трижды побеждал в чемпионате Югославии (1990, 1991, 1992), выигрывал Кубок в 1990 году и выиграл Кубок Европейских чемпионов и Межконтинентальный кубок в 1991 году. После четырёх сезонов в составе «красно-белых» перешёл в испанский «Реал Вальядолид», за который отыграл два сезона. 1 августа 1994 подписал контракт с турецким «Денизлиспором», отыграл в его составе 28 матчей. 31 мая 1995 по окончании контракта покинул клуб Впоследствии выступал также в софийском ЦСКА и швейцарском «Сьоне», где завершил свою карьеру.

### В сборной
В сборной Югославии сыграл 11 матчей и забил один гол 16 мая 1991 в ворота сборной Фарерских островов, а итого югославы выиграли 7:0. Дебют состоялся 12 сентября 1990 в матче в Белфасте против Северной Ирландии (2:0), последнюю игру провёл 25 марта 1992 против Нидерландов в Амстердаме. Югославы уступили 0:2, а эта игра стала последней для сборной Югославии перед распадом страны. За независимую Македонию Илия сыграл первый в её истории матч 13 октября 1993 против Словении (македонцы победили 1:4). Всего же он сыграл 10 матчей за македонцев.

## Семья
Есть сын Дино, играющий за молодёжную сборную Македонии.